# Ponte Nova
Ponte Nova é um município brasileiro no estado de Minas Gerais, Região Sudeste do país. Ocupa uma área de 470,643 km², sendo que 13,2 km² estão em perímetro urbano. Sua população foi estimada em 59 569 habitantes em 2024.

## Geografia
A sede dista por rodovia 180 km da capital Belo Horizonte.
A altitude da cidade é de 431 m. O clima é do tipo tropical de altitude com chuvas durante o verão e temperatura média anual em torno de 19 °C, com variações entre 14 °C (média das mínimas) e 26 °C (média das máximas).
O município integra a bacia do rio Doce, sendo banhado por um de seus principais formadores, o rio Piranga.
De acordo com a divisão regional vigente desde 2017, instituída pelo IBGE, o município pertence às Regiões Geográficas Intermediária de Juiz de Fora e Imediata de Ponte Nova. Até então, com a vigência das divisões em microrregiões e mesorregiões, fazia parte da microrregião de Ponte Nova, que por sua vez estava incluída na mesorregião da Zona da Mata.

### Saneamento
Segundo o censo demográfico de 2010, 95% do esgoto urbano era destinado à rede geral de esgoto ou pluvial, 4% destinado a rios e lagos, e 1% a outros escoadouros.

## Imagens

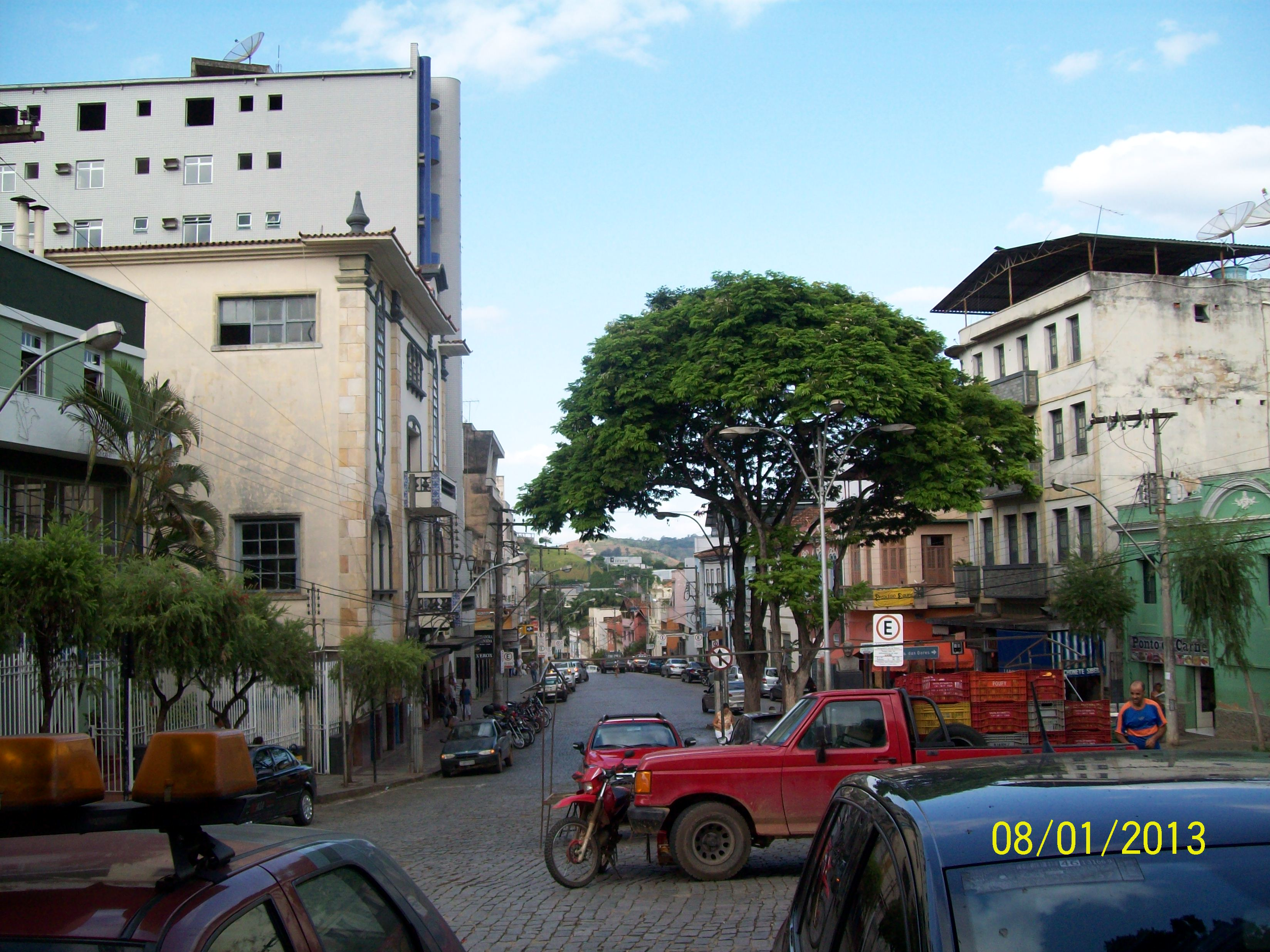
Rua Caetano Marinho
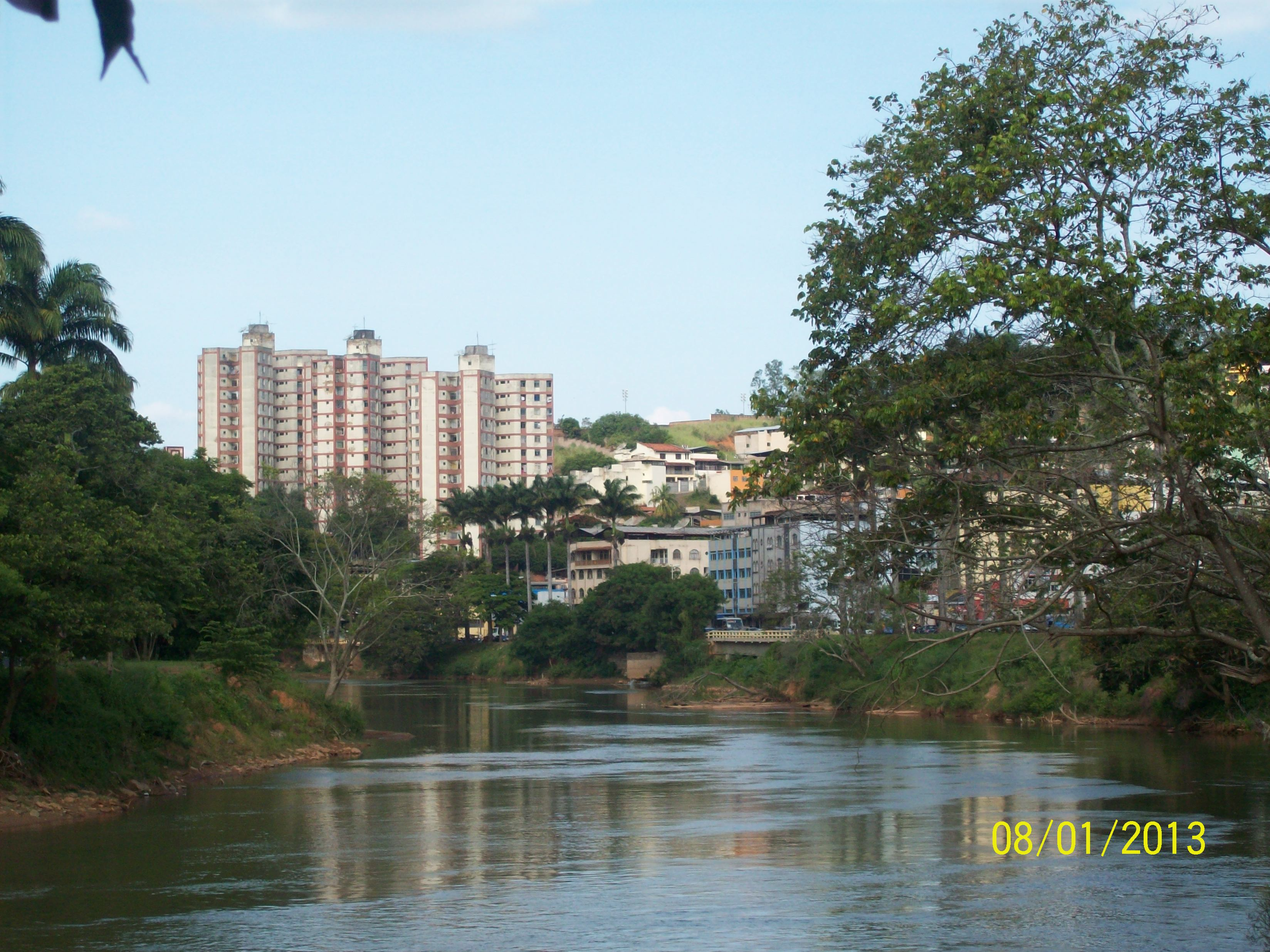
A cidade às margens do rio Piranga
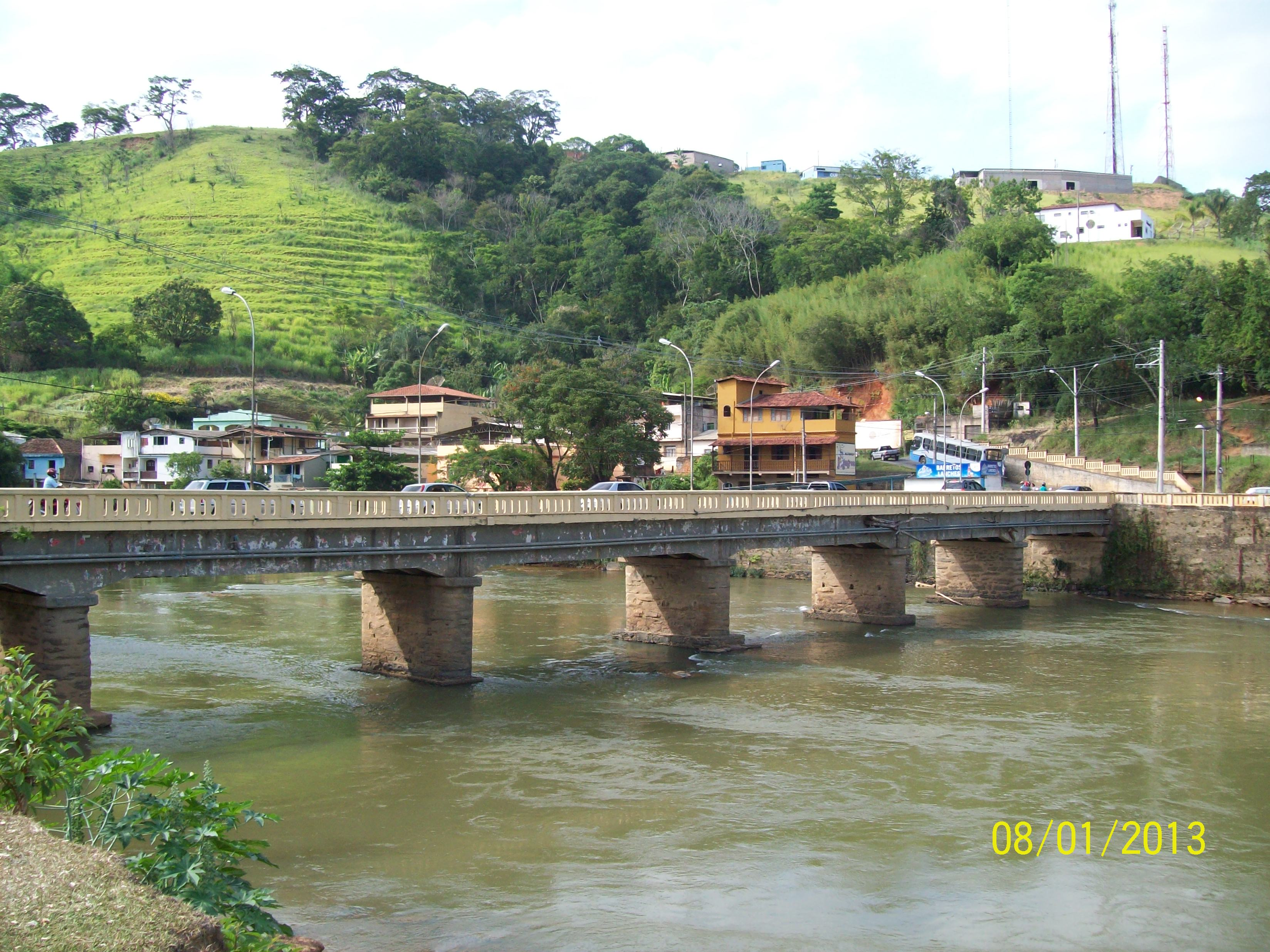
Ponte sobre o rio Piranga